# الکامو
الکامو (به ایتالیایی: Alcamo) یک سکونتگاه مسکونی در ایتالیا است که در استان تراپانی واقع شده‌است.

## خصوصیات
الکامو ۱۳۰ کیلومترمربع مساحت و ۴۵٬۹۸۵ نفر جمعیت دارد و ۲۵۶ متر بالاتر از سطح دریا واقع شده‌است.